# Улица Эдуарда Стрельцова
Улица Эдуа́рда Стрельцо́ва — улица на юге Москвы в Даниловском районе Южного административного округа у Стадиона имени Эдуарда Стрельцова (стадион «Торпедо») от улицы Виктора Маслова.

## Происхождение названия
Проектируемый проезд № 1266 получил название улица Эдуарда Стрельцова в июне 2021 года. Улица названа в легендарного нападающего автозаводцев Эдуарда Стрельцова (1937—1990). Улица расположена рядом со стадионом «Стадион имени Эдуарда Стрельцова» («Торпедо»).

## Описание
Улица начинается от Проектируемого проезда № 6415 и улицы Виктора Маслова, проходит на юг вдоль Москвы-реки. К востоку от улицы расположен Стадион имени Эдуарда Стрельцова («Торпедо»).